# Пардубице (район)
Район Пардубице (чеш. Okres Pardubice) — один из 4-х районов Пардубицкого края Чешской Республики. Административный центр — Пардубице. Площадь района — 880,09 кв. км., население составляет 168 090 человек. В районе насчитывается 112 муниципалитетов, из которых 8 — города.

## География
Район расположен в северо-западной части края. Граничит с районами Хрудим и Усти-над-Орлици Пардубицкого края на юге и юго-востоке; Кутна-Гора и Колин Среднечешского края на западе; Рихнов-над-Кнежной и Градец-Кралове Краловеградецкого края — на севере и северо-востоке.

## Города и население
Данные за 2009 год:
| Город          | Население |
| -------------- | --------- |
| Пардубице      | 90 890    |
| Пршелоуч       | 9125      |
| Голице         | 6529      |
| Сеземице       | 3477      |
| Лазне-Богданеч | 3350      |
| Хвалетице      | 3277      |
| Дашице         | 2564      |
| Горни-Елени    | 1966      |

| Всего           | Женщин           | Мужчин           |
| --------------- | ---------------- | ---------------- |
| 168 090 (100 %) | 85 087 (50,62 %) | 83 003 (49,38 %) |

Средняя плотность — 191 чел./км²; 72,09 % населения живёт в городах.